# Gudmundur Thórarinsson
Gudmundur 'Gudi' Thórarinsson (IJslands: Guðmundur Þórarinsson; Selfoss, 15 april 1992) is een IJslands professionele voetballer die als linksback speelt. Hij speelt sinds 2024 voor Noah en sinds 2014 voor het IJslands nationale team. Naast zijn carrière als voetballer is Thórarinsson ook een zanger, die verschillende nummers heeft opgenomen en deelnam aan de nationale selectieronde voor IJslands inzending naar het Eurovisie Songfestival 2018.

## Clubcarrière
Thórarinsson werd geboren en groeide op in de IJslandse stad Selfoss, waar hij zich op jonge leeftijd reeds aansloot bij de voetbaltak van de sportvereniging UMF Selfoss. 
Nadat hij zijn volledige jeugd bij Selfoss had gespeeld, maakte hij in 2009 de eerste promotie van de club naar de Úrvalsdeild (hoogste IJslandse voetbaldivisie) mee en kreeg hij in 2010 als 18-jarige zijn eerste profcontract bij het eerste elftal. Een half jaar later maakte hij transfervrij de overstap naar ÍBV, een van de grotere voetbalclubs op het eiland.
Na drie jaar met veel speelervaring in IJsland maakte Thórarinsson de overstap naar de Noorse competitie, waar hij tekende bij Sarpsborg 08. In zijn eerste seizoen in Noorwegen maakte hij indruk, waarna hij op het einde van het seizoen een transfer maakte naar FC Nordsjælland in Denemarken. Ook in Denemarken speelde hij het hele seizoen, maar besloot na het seizoen 2015-16 terug naar Noorwegen te keren en voor topclub Rosenborg BK te tekenen. Bij Rosenborg wisselde hij basisplaatsen af met wisselbeurten in het seizoen waar de club de Noorse dubbel pakte, waardoor hij in 2017 naar Zweden trok en voor IFK Norrköping ging spelen in de Zweedse Allsvenkan. In Zweden werd hij na een wisselvallige start in twee seizoenen een onbetwiste basisspeler, en werd hij in 2018 vice-kampioen met de club achter landskampioen AIK.
Op 28 januari 2020 maakte Thórarinsson aan het einde van het Zweedse seizoen de overstap naar de MLS, waar hij voor een transfersom van 1 miljoen euro werd overgenomen door New York City FC. In Amerika kon hij geen blijvende indruk achterlaten, en was hij in twee seizoen voornamelijk een wisselspeler. Desondanks speelde hij in gedurende de reguliere speeltijd in de gewonnen finale  van de MLS Cup tegen de Portland Timbers. Nadat zijn contract in New York op 1 januari 2022 afliep en niet verlengd werd, zat Thórarinsson een maand zonder club totdat het Deense Aalborg BK hem oppikte. Hij speelde in het restant van het seizoen 2021-22 slechts eenmaal in de reguliere competitie en in 5 play-off wedstrijden. 
Aan het einde van het seizoen 2021-22 werd bekend dat Thórarinsson een contract had getekend bij het Grieke OFI Kreta tot 30 juni 2024. In zijn eerste seizoen in de Griekse Super League heeft hij zich langzaam in de basis gespeeld, en eindigde hij op een 9e plaats met de club.
Sinds juli 2024 speelt hij bij het Armeense Noah, waarmee hij in 2025 landskampioen werd en tevens de nationale beker won.

## Interlandcarrière
Thórarinsson kwam reeds als jeugdspeler uit voor de nationale jeugdelftallen van IJsland. Op 21 januari 2014 maakte hij onder bondscoach Lars Lagerbäck zijn debuut voor het nationale elftal tijdens een vriendschappelijk duel in en tegen Zweden. 
In totaal kwam hij reeds 12 interlands in actie voor IJsland, maar wist hij voor de historische EK- en WK-selecties in 2016 en 2018 geen plek in de IJslandse selectie af te dwingen. 

## Zangcarrière
Naast het professionele voetbal zingt Thórarinsson graag, wat hij doet onder het pseudoniem Gummi Tóta. Hij heeft onder zijn artiestennaam het album Svart og sykurlaust en meerdere singles uitgebracht. 
In 2018 nam hij deel aan de eerste halve finale van de IJslandse nationale selectieronde voor het Eurovisie Songfestival 2018, waar hij optrad met het nummer Litir (of Colours in de Engelse versie). Hij zou eigenlijk aan de tweede halve finale meedoen, maar werd gewisseld vanwege een bekerwedstrijd die hij moest spelen met IFK Norrköping. Hij behaalde in de eerste halve finale de 4e plaats, waardoor hij net buiten de drie plaatsen viel die doorgingen naar de nationale finaleronde.

## Erelijst

### Club
Selfoss
- Kampioen 1. deild karla: 2009

Rosenborg BK
- Kampioen Eliteserien: 2016
- Winnaar Noorse voetbalbeker: 2016

New York City FC
- Winnaar MLS Cup: 2021
- Noah
- Kampioen Bardzragujn chumb: 2025
- Winnaar Beker van Armenië: 2025